# پتکوویتسه (استان اشوی‌داشکسیه)
پتکوویتسه (به لهستانی: Pętkowice) یک منطقهٔ مسکونی در لهستان است که در گمینا باوتوو واقع شده‌است. پتکوویتسه ۲۰۰ نفر جمعیت دارد.